# Orfeó Maonès
L'Orfeó Maonès és un dels principals motors culturals de Maó, amb 128 anys d'història (societat coral fundada l'any 1890, el mateix any i mes que les Festes de la Mare de Déu de Gràcia). Alhora és l'entitat cultural més antiga de la ciutat.Després del Teatre Principal, té el segon teatre més ben equipat de Menorca. L'Orfeó engloba diverses disciplines, la musical i la teatral.

## Història
L'any de la fundació de l'Orfeó Maonès el diari Liberal publicava en castellà:«Ni en los días de los grandes acontecimientos teatrales se ve el teatro tan concurrido como lo estaba anoche, no solamente las butacas, los palcos y las galerías rebosaban de gente, sino los pasillos, las escaleras y hasta las cercanías del teatro se veían invadidas por inmenso público deseoso de oír el ensayo de nuestro incipiente Orfeón.»
El 7 de setembre de 1890, amb vuitanta cantaires acompanyats per una orquestra formada per cinquanta instrumentistes, l'Orfeó va fer el seu primer concert a la plaça de la Constitució, amb obres de gran compositors com Charles Gounod, Gioachino Rossini, Giacomo Meyerbeer, etc., amb tant èxit que aquest concert es va interpretar dies després en el Teatre Principal.

## Principals interpretacions
Ha interpretat sarsueles, comèdies, corals, òperes, etc., obtinguent diferents guardons: el premi Ciutat de Santander i dos premis Ciutat de Petrer, entre d'altres. L'any 2017 va interpretar, en Rivas-Vaciamadrid, La mort i la donzella, obra de teatre escrita en castellà per Ariel Dorfman.